# UMF Afturelding
Ungmennafélagið Afturelding, kurz UMF Afturelding, ist ein isländischer Sportverein aus Mosfellsbær. Der Verein wurde am 11. April 1909 gegründet, der Name bedeutet auf Deutsch in etwa „Verein der jungen Männer ‚Morgendämmerung‘“.
Die Fußballmannschaften des Vereins tragen ihre Heimspiele im 500 Menschen fassenden Varmárvöllur aus. Daneben bietet der Verein Badminton, Basketball, Gymnastik, Handball, Karate, Leichtathletik, Schwimmen, Taekwondo und Volleyball an.

## Handball
Die Herrenmannschaft von UMF Afturelding gewann 1999 sowohl die isländische Meisterschaft als auch den Pokal. 2023 konnte Afturelding einen weiteren nationalen Pokalgewinn feiern. Bekannteste Spieler waren der Rekordnationalspieler Guðmundur Hrafnkelsson, Sverre Andreas Jakobsson und der Litauer Gintaras Savukynas.